# Перрет, Евгений Васильевич
Евгений Васильевич Перрет (1876—1940) — русский генерал, герой Первой мировой войны.

## Биография
Родился 17 июля 1876 года в Полтаве. Образование получил в 1-м Московском кадетском корпусе, по окончании которого 31 августа 1893 года был зачислен в Михайловское артиллерийское училище. Выпущен 12 августа 1894 года подпоручиком в 1-ю Гренадерскую артиллерийскую бригаду. В 1898 году Перрет был зачислен в 1-ю Лейб-гвардии артиллерийскую бригаду и далее прошёл курс наук в Михайловской артиллерийской академии (выпущен по 1-му разряду), 12 августа 1900 года за успехи в науках был произведён в поручики.
28 мая 1902 года произведён в штабс-капитаны, 28 мая 1906 года в капитаны и 6 декабря 1910 года получил чин полковника с назначением командиром 2-й батареи лейб-гвардии 1-й артиллерийской бригады. С 22 октября 1911 года командовал 2-й батареей лейб-гвардии 2-й артиллерийской бригады. Во главе этой батареи Перрет встретил начало Первой мировой войны.
25 марта 1916 года Перрет был назначен командиром 2-го дивизиона лейб-гвардии Стрелковой артиллерийской бригады, а затем с производством в генерал-майоры получил в командование 4-ю Финляндскую артиллерийскую бригаду. Приказом по 11-й армии № 676 от 25 сентября 1917 года Перрет «за отличия против неприятеля» был награждён орденом св. Георгия 4-й степени. С 08.10.1917 занимал пост инспектора артиллерии 1-го гвардейского корпуса.
После Октябрьской революции Перрет уехал в Полтаву, а в мае 1918 года оказался на Дону, где генералом Красновым был назначен инспектором артиллерии в управлении Военного отдела Войска Донского. В 1919 году он по-прежнему находился в этой должности и состоял при генерале Богаевском. В начале 1920 года эвакуировался из Новороссийска в Константинополь. 3 июля 1920 года уволен в отставку с производством в генерал-лейтенанты.
В эмиграции жил в Королевстве СХС, с 7 июня 1921 года состоял инспектором классов 2-го Донского кадетского корпуса. В 1922 году генерал Богаевский назначил Перрета директором Донского кадетского корпуса; в этой должности Перрет состоял вплоть до закрытия корпуса в 1933 году.
Скончался 19 июля 1940 года в Белграде, похоронен на Новом кладбище.
Среди прочих наград Перрет имел ордена св. Анны 3-й степени (1911 год) и св. Станислава 2-й степени (1913 год).
На его сестре был женат генерал А. П. Богаевский.